# Spicy Tg
Spicy Tg è stato un programma televisivo italiano, andato in onda su Antennatre nel 2003 e nel 2004.

## Il programma
Il formato del programma consisteva in una sorta di telegiornale di contenuto per adulti. Al suo interno, tra i vari servizi, c'erano le rubriche "Naked News", nella quale una ragazza annunciava in lingua inglese le notizie di attualità mentre si esibiva in uno spogliarello, e "Naked Words", presentata per lo più da Silvia Rocca, nella quale una ragazza, completamente nuda, poneva domande ad un ospite del mondo dello spettacolo.
Nell'edizione del 2004 era presente Andrea Lehotská.